# Margosatubig
Margosatubig (Bayan ng Margosatubig) är en kommun i Filippinerna. Kommunen ligger på ön Mindanao, och tillhör provinsen Zamboanga del Sur. Folkmängden uppgår till 34 461 invånare.

## Barangayer
Margosatubig är indelat i 17 barangayer.
| - Balintawak - Bularong - Digon - Guinimanan - Igat Island - Josefina - Kalian - San Roque (Kolot) - Limamawan - \| valign="top" \| - Limbatong - Lumbog - Magahis - Poblacion - Sagua - Talanusa - Tiguian - Tulapok |

## Bildgalleri

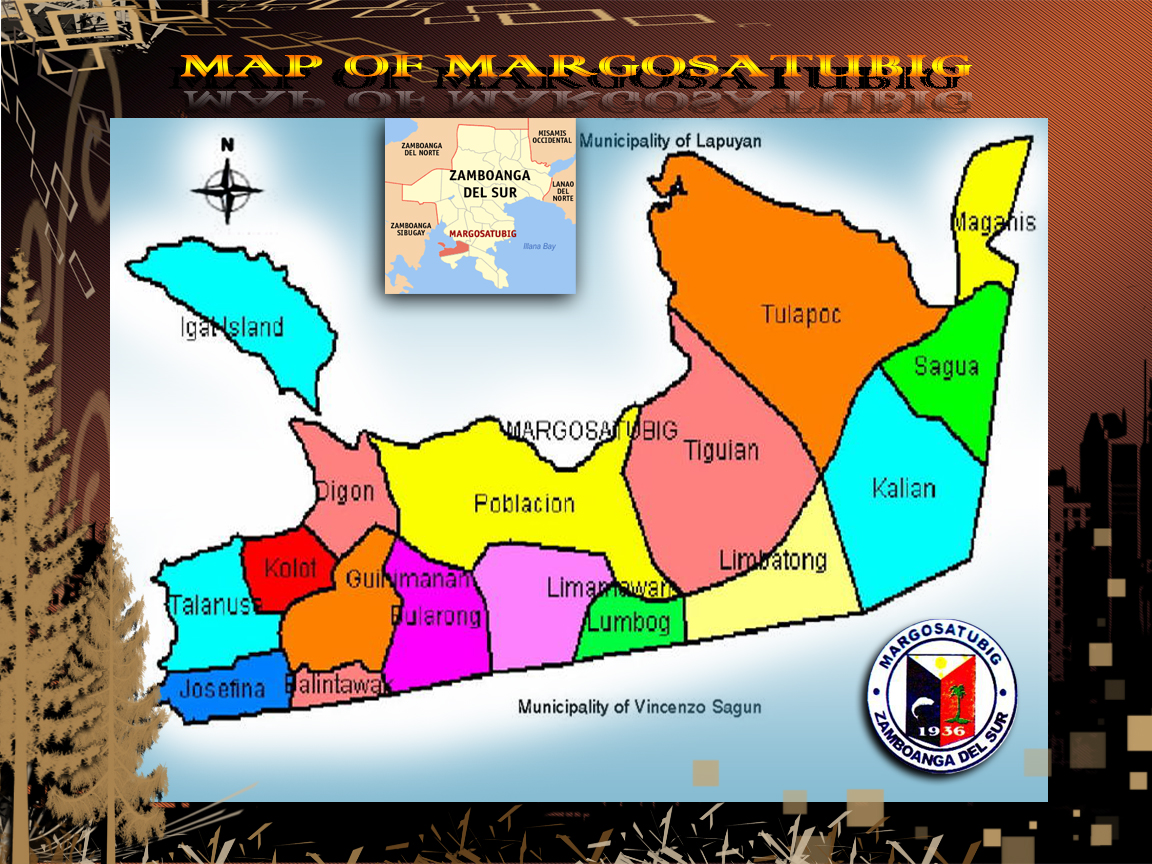
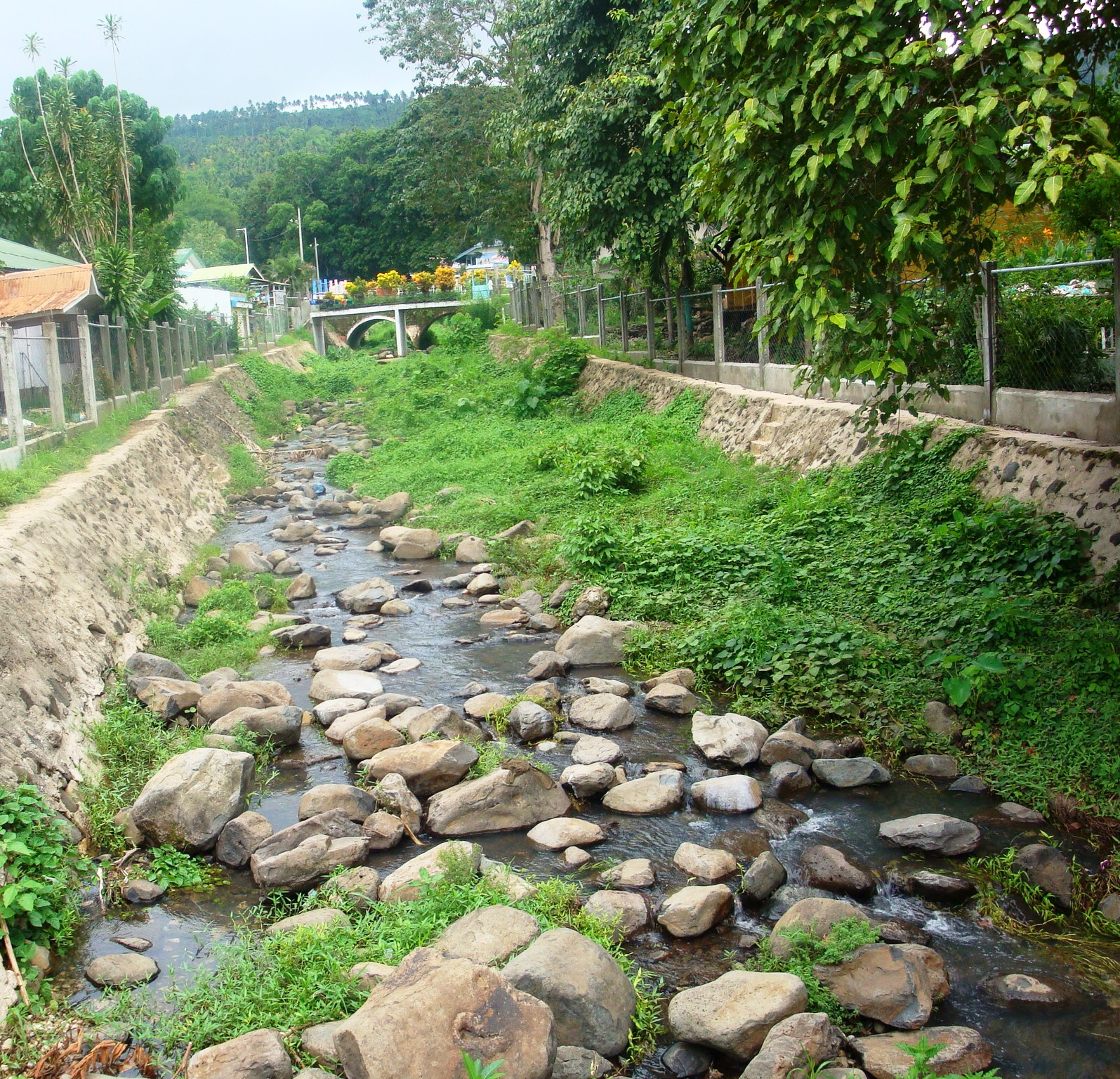
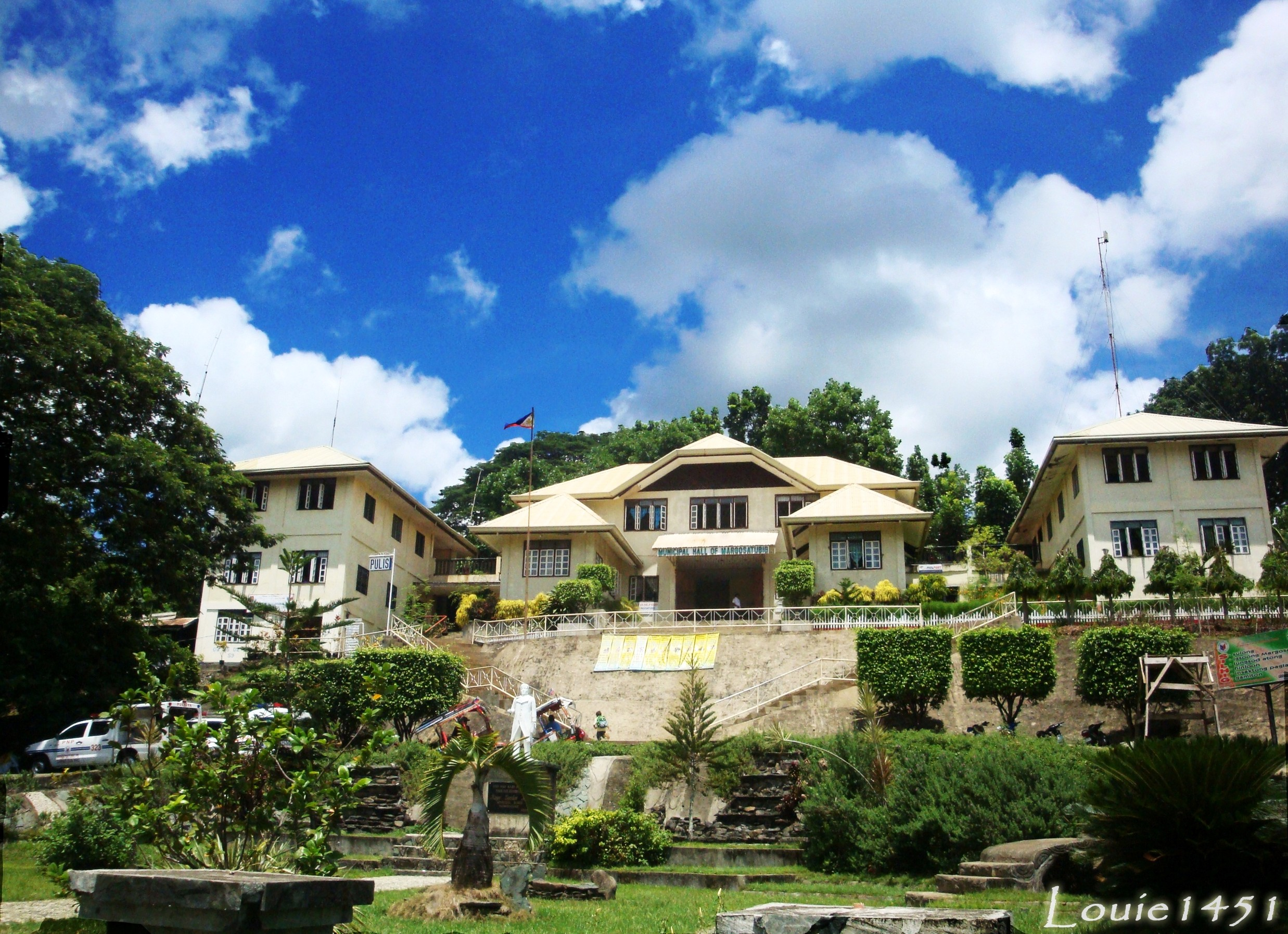